# Massimo Luongo
Massimo Corey Luongo (Sydney, 1992. szeptember 25. –) ausztrál válogatott labdarúgó, jelenleg a Swindon Town játékosa.